# モハメド・サラー
モハメド・サラー（アラビア語: محمد صلاح、英語: Mohamed Salah,  1992年6月15日 - ）は、エジプト出身のプロサッカー選手。プレミアリーグ・リヴァプールFC所属。エジプト代表。ポジションはFW。
プレミアリーグにおける外国人最多得点記録保持者であり、UEFAチャンピオンズリーグにおけるアフリカ人最多得点記録保持者である。

## クラブ経歴
出身地のバショーンのナグリグは娯楽施設などがない田舎であり、この環境でサッカーに没頭していた。ただし、貧困出身ではなく、両親は役所で働き、ジャスミンの輸出業もしていた。
14歳で学校を辞めて、カイロのクラブ、アラブ・コントラクターズSCにバスを5回乗り換え、往復で10時間、週6日で通うことになる。

### プロ入り初期

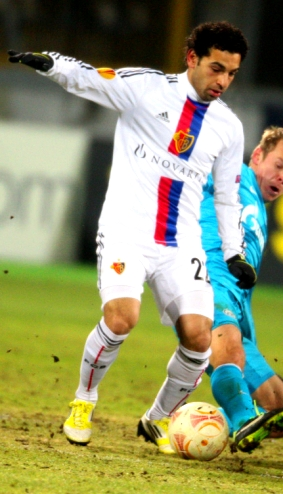
バーゼル時代 (2013年)

アラブ・コントラクターズSCでキャリアをスタートさせ、2012年、スイスのFCバーゼルへ移籍。加入直後から2トップの一角、または右サイドハーフでレギュラー起用された。2012-13シーズンのヨーロッパリーグ準決勝2ndレグでは、チェルシーから先制点を奪った。また、翌シーズンのチャンピオンズリーグでもチェルシーから2試合で2得点を決めている。

### チェルシー
2014年1月23日、イングランド・プレミアリーグのチェルシーFCへの移籍がクラブ間合意したと発表され、26日に5年半契約で正式に決定し、チェルシー初のエジプト人選手となった。2014年3月22日のアーセナル戦で、後半途中にオスカルと交代で出場し、その5分後にネマニャ・マティッチのアシストからチェルシーでの初ゴールを記録した。しかしチェルシーでは最終的に2シーズンで全19試合の出場、2得点に終わった。

### セリエA時代
2015年に新加入したフアン・クアドラードと入れ替える形でACFフィオレンティーナへレンタル移籍した。加入後の7試合で6得点1アシストと得点力不足のフィオレンティーナの救世主となった。
2014-15シーズン終了後、フィオレンティーナはレンタル延長のための金額をチェルシーへ払い込んだがサラー側はこれを無視してフィオレンティーナに対するシーズン前の練習への出席確認をしても返答をしなかった。そのため、7月3日、フィオレンティーナは、サラーに対し法的措置を執るとの公式声明を発表した。この問題はこじれにこじれフィオレンティーナを無視してサラーと接触したインテルに対してフィオレンティーナ幹部が激しく非難するなど問題は悪化の一途をたどった。
2015-16シーズン開幕前の2015年8月6日に買取オプション付きでASローマへレンタル移籍したが、その後もフィオレンティーナはチェルシーの取引は違反であるとしてFIFAに抗議した。
ローマでは加入後からレギュラーとして活躍。2015年10月25日には首位を走る古巣フィオレンティーナとのアウェー戦で先制点を挙げ、イエローカード2枚を受け退場したもののローマの勝利と首位浮上に貢献した。2015-16シーズンは全42試合に出場しチームトップの15得点と6アシストを挙げ、ローマのシーズン最優秀選手に選ばれた。2016年8月3日にはローマが1500万ユーロの買取オプションを行使し完全移籍。2016-17シーズンもボローニャ戦でローマの全3得点を挙げるハットトリックを達成するなど、全41試合で19得点を挙げる活躍を見せた。

### リヴァプール

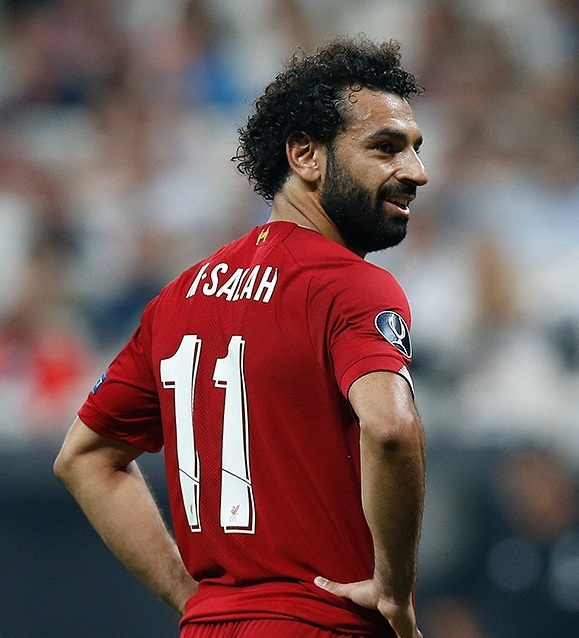
リヴァプールFC時代 (2019年)

2017-18シーズン開幕前の2017年6月22日、リヴァプールFCと長期契約を結んだことが発表された。移籍金4200万ユーロ(追加オプション800万ユーロ)。デビュー戦となった第1節ワトフォードとの試合でゴールを決めた。第3節のアーセナル戦でも得点を挙げ、これらの活躍から8月のプレミアリーグ月間最優秀選手にノミネートされた。10月17日のUEFAチャンピオンズリーググループリーグ第3節、NKマリボルのホームでの対戦では、2得点1アシストと、英紙『デイリー・スター』の採点で10点満点中の9点という高い評価を受けた。11月29日のストーク・シティ戦では途中出場ながら2ゴールを決める活躍で、マン・オブ・ザ・マッチにも選ばれた。12月10日のエヴァートンとのマージーサイド・ダービーでの得点が、2018年度のFIFAプスカシュ賞を受賞した。12月30日のレスター・シティ戦では同点ゴール、後半にジェームズ・ミルナーのヒールパスから逆転ゴールと2得点の活躍でチームに勝利をもたらした。
ローマ、リヴァプールと後述のエジプト代表での活躍から、BBCアフリカ年間最優秀サッカー選手賞とアフリカ年間最優秀選手賞を初受賞した。2018年2月4日のトッテナム戦では2ゴールの活躍をしたが、試合は引き分けに終わった。次節のサウサンプトン戦でもチームの2点目を決め、2-0の勝利に貢献した。2月15日、チャンピオンズリーグ決勝トーナメント1回戦、FCポルト戦1stレグでは、右サイドポストに当たったミルナーのシュートのこぼれ球を拾い、トラップでGKとDFをかわしてゴールを決め、0-5でのチームの勝利に貢献した。2月24日、ウエストハム戦では6試合連続となるゴールを決め、勝利に貢献した。3月17日のワトフォード戦では4ゴール1アシストを決め、リヴァプール加入1年目の選手として全ての大会での得点数の合計でフェルナンド・トーレスの持っていた総得点33点の記録を破り、新記録を打ちたてた。チャンピオンズリーグ決勝トーナメント準々決勝、マンチェスター・シティ戦1stレグでは先制点を決め、2ndレグでも同点となる1ゴールを決め、準決勝進出に貢献した。3月はリーグ戦4試合にフル出場し、計6ゴールを記録し、4月13日に発表された3月の月間MVPを受賞した。11月と2月にも月間最優秀選手に選ばれていたサラーはこれで2ヶ月連続3回目の受賞。同一シーズン中に3回の受賞を成し遂げた選手は賞の創設以来初めてとなった。4月21日のWBA戦で38試合制ではプレミアリーグ最多タイ記録となるシーズン31ゴール目を挙げた。
4月22日には優勝したマンチェスター・シティのケヴィン・デ・ブライネらを抑え、PFA年間最優秀選手賞を受賞した。アフリカ人選手の受賞は2016年のリヤド・マフレズ以来2人目、リヴァプールの選手の受賞は2014年のルイス・スアレス以来7人目となった。UEFAチャンピオンズリーグ準決勝1stレグ、古巣ASローマ戦では2ゴール2アシストの活躍で5-2での勝利に貢献した。5月1日にはアフリカ人選手として初めてFWA年間最優秀選手賞を受賞した。5月13日にはプレミアリーグ年間MVPにあたるEAスポーツ・プレイヤー・オブ・ザ・シーズンを受賞し、個人賞三冠を達成。同日行われたブライトン戦でシーズン32点目となる先制点を挙げ、プレミアリーグ記録を更新。得点王に輝いた。また、サラーはこのシーズン、プレミアリーグで17チームから得点を挙げたがこれも史上最多記録となった。チャンピオンズリーグ決勝では、前半途中にセルヒオ・ラモスと交錯して倒れ込み負傷、一度はピッチに戻るも途中交代を余儀なくされ涙を見せた。
2018-19シーズン、第16節のボーンマス戦にてハットトリックを達成した。チャンピオンズリーグ決勝トーナメント進出がかかった、グループステージ最終節のナポリ戦ではジェイムズ・ミルナーのパスから相手をかわして決勝ゴールを決めて、そのナポリに逆転での決勝トーナメント進出に貢献。プレミアリーグ第33節でサウサンプトン戦で7試合ぶりのゴールを決め、プレミアリーグ通算50ゴールを記録、69試合目での50ゴール達成はフェルナンド・トーレスを抜きクラブ最速記録となった。プレミアリーグでは最終的にチームメイトのサディオ・マネやアーセナルのピエール＝エメリク・オーバメヤンと並ぶシーズン22ゴールを決め、2年連続の得点王に輝いた。チャンピオンズリーグ決勝のトッテナム戦では試合開始直後に得たPKを決めてリヴァプールのチャンピオンズリーグ優勝に貢献した。
2019-20シーズン、FIFAクラブワールドカップではゴールこそ奪えなかったが、モンテレイ戦でナビ・ケイタのゴールをアシストするなど、リヴァプールの優勝に貢献し、FIFAクラブワールドカップ、ゴールデンボール賞に選ばれた。2020年3月7日のボーンマス戦でゴールを決め、100試合で70ゴールを記録し、フェルナンド・トーレスの持っていたクラブ最速記録を更新した。シーズン当初は低調であったが、次第に調子を上げ、30年振りとなるリーグ優勝に貢献した。リーグ戦では19ゴールを決め、更に10アシストも決めた。
2020-21シーズン、プレミアリーグ開幕戦のリーズ・ユナイテッド戦でハットトリックを記録し、チームの勝利に貢献した。10月17日のエヴァートン戦でゴールを決め、リヴァプールでの通算100ゴールを達成した。1月31日のウエストハム戦で2ゴールを挙げ、4期連続のシーズン20ゴールを達成した。リーグ戦ではシーズン22ゴールを挙げたが、ハリー・ケインが最終節でゴールを挙げたことで1ゴール差でゴールデンブーツのタイトルを逃した。
2021-22シーズン、開幕戦のノリッジ・シティFC戦では、プレミアリーグ史上初の5シーズン連続で開幕戦にて得点を決めた。続く9月13日、第4節のリーズ戦ではプレミアリーグにおいて5番目の速さで通算100ゴール目を決めた。リーグ26節のノリッジ戦でリヴァプールでの通算150ゴールを記録した。FAカップ決勝のチェルシー戦でチームはPK戦の末に優勝するも、前半33分に負傷交代した。個人としてはリーグ戦では23ゴールを挙げて得点王、13アシストを決めてプレーメーカー・アワードのタイトルを獲得した。
2022-23シーズン、チャンピオンズリーググループステージ、レンジャーズ戦で途中出場から僅か6分12秒の間にハットトリックを決め、歴代最速でのハットトリック記録となった。またグループステージ最終節のナポリ戦でもゴールを決め、チャンピオンズリーグ5試合連続ゴールを逹成した。3月5日に行われたマンチェスター・ユナイテッド戦にてサラーは2ゴールをマーク。これによりロビー・ファウラーが持っていたクラブ最多得点記録である128ゴールを上回り新記録を樹立。プレミアリーグ創設以来リヴァプールで最も多くゴールを決めた選手となった。
2023年12月9日、16節のクリスタル・パレスと戦でチームでの200ゴール兼プレミアリーグ通算150ゴール目となる得点を決めた。
2024-25シーズン、リーグ戦18節終了時点で17得点13アシストを記録、今季8試合目のゴール&アシストをマークしプレミアリーグ記録を樹立。そしてクラブ史上初となる8シーズン連続の公式戦20ゴールを達成した。

## 代表経歴

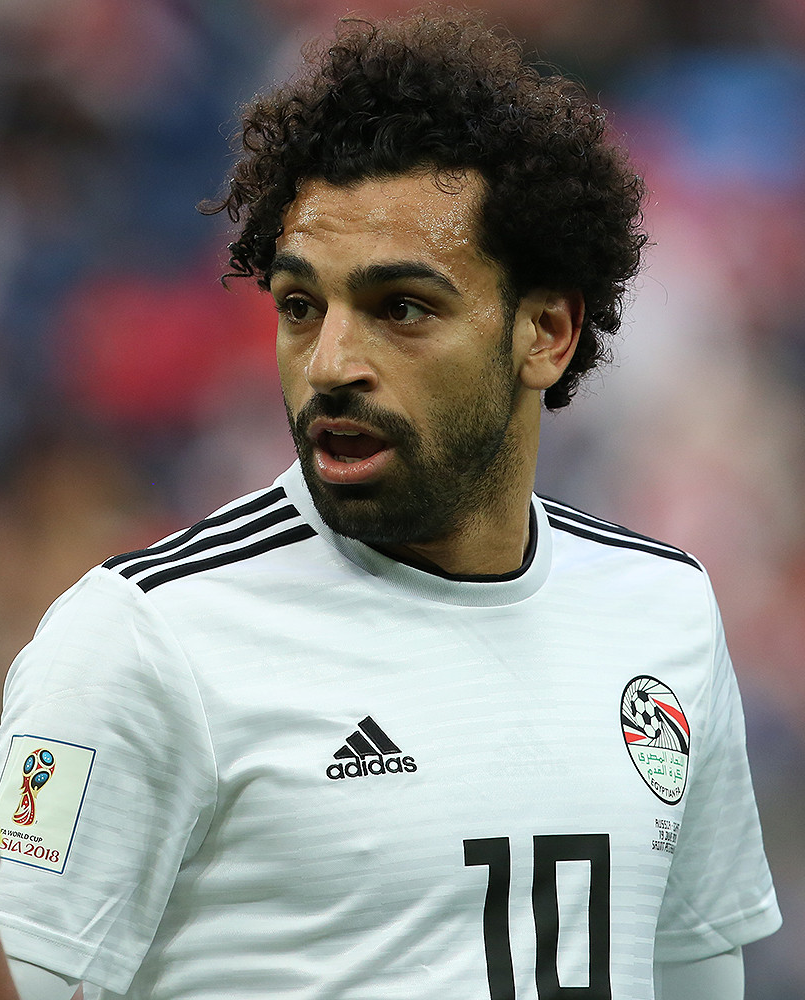
エジプト代表でのサラー (2018年)

エジプト代表として各年代でプレー。2012年にはロンドンオリンピックに参加し3ゴールを記録している。2011年9月3日のシエラレオネ戦でフル代表デビュー。同年10月8日のニジェール戦で代表初得点を挙げた。2013年6月9日のジンバブエ戦ではハットトリックを達成した。2017年10月8日の2018 FIFAワールドカップ・アフリカ予選コンゴ共和国戦では先制ゴールに加え後半アディショナルタイムにPKから決勝ゴールを挙げ、エジプトの7大会ぶりのワールドカップ出場を決めた。2018 FIFAワールドカップでは、初戦のウルグアイ戦はチャンピオンズリーグ決勝で負った怪我の影響で欠場。第2戦のロシア戦ではペナルティーキックでW杯初ゴールを挙げたがエジプトは敗北。第3戦サウジアラビア戦ではチップキックでゴールを奪い大会選定のマン・オブ・ザ・マッチに選出されたがチームは敗れ、エジプトは一次リーグ敗退となった。2022年、アフリカネイションズカップでは決勝に進出、リヴァプールのチームメートであるマネの居るセネガルにPK戦の末に敗れ準優勝。
2023年3月24日、エジプト代表として国際試合で通算50ゴール目を記録した。これにより、エジプトは50ゴール以上を記録した選手が2人以上いる唯一のアフリカ代表チームとなった。2023年12月30日、コートジボワールで開催される2023年アフリカネイションズカップの27人の最終メンバーに選出された。

## エピソード
クラブチームやエジプト代表での活躍から母国エジプトでは絶大な人気を誇り、2018年エジプト大統領選挙では、当選した現職のアブドルファッターフ・アッ＝シーシー（92%得票）に次ぎ2位となる全体の約5%の票（約100万票）が立候補すらしていないサラーへ投じられた。
先述のとおり2017年12月10日のマージーサイド・ダービーで決めたゴールで2018年度のプスカシュ賞を受賞したが、このゴールはリヴァプール公式サイトの選出したサラーのベストゴールランキングで2位であり、またプレミアリーグの月間ベストゴール、年間ベストゴール、ガーディアン紙選出のベストゴールにも選ばれていないなどサラー自身の他のゴールと比較しても評価は高くなく、受賞には疑問が寄せられた。

## 個人成績

### クラブ
2024-25シーズン終了時点
| クラブ             | シーズン     | リーグ             | リーグ戦 | リーグ戦 | カップ戦 | カップ戦 | リーグ杯 | リーグ杯 | 国際大会 | 国際大会 | その他 | その他 | 合計 | 合計 |
| クラブ             | シーズン     | リーグ             | 出場     | 得点     | 出場     | 得点     | 出場     | 得点     | 出場     | 得点     | 出場   | 得点   | 出場 | 得点 |
| ------------------ | ------------ | ------------------ | -------- | -------- | -------- | -------- | -------- | -------- | -------- | -------- | ------ | ------ | ---- | ---- |
| コントラクターズ   | 2009-10      | エジプト・プレミア | 3        | 0        | 2        | 0        | -        | -        | -        | -        | 0      | 0      | 5    | 0    |
| コントラクターズ   | 2010-11      | エジプト・プレミア | 21       | 4        | 4        | 1        | -        | -        | -        | -        | 0      | 0      | 25   | 5    |
| コントラクターズ   | 2011-12      | エジプト・プレミア | 15       | 7        | 0        | 0        | -        | -        | -        | -        | 0      | 0      | 15   | 7    |
| コントラクターズ   | 通算         | 通算               | 39       | 11       | 6        | 1        | -        | -        | -        | -        | 0      | 0      | 45   | 12   |
| バーゼル           | 2012-13      | スーパーリーグ     | 29       | 5        | 5        | 3        | -        | -        | 16       | 2        | 0      | 0      | 50   | 10   |
| バーゼル           | 2013-14      | スーパーリーグ     | 18       | 4        | 1        | 1        | -        | -        | 10       | 5        | 0      | 0      | 29   | 10   |
| バーゼル           | 通算         | 通算               | 47       | 9        | 6        | 4        | -        | -        | 26       | 7        | 0      | 0      | 79   | 20   |
| チェルシー         | 2013-14      | プレミアリーグ     | 10       | 2        | 1        | 0        | 0        | 0        | -        | -        | 0      | 0      | 11   | 2    |
| チェルシー         | 2014-15      | プレミアリーグ     | 3        | 0        | 1        | 0        | 2        | 0        | 2        | 0        | 0      | 0      | 8    | 0    |
| チェルシー         | 通算         | 通算               | 13       | 2        | 2        | 0        | 2        | 0        | 2        | 0        | 0      | 0      | 19   | 2    |
| フィオレンティーナ | 2014-15      | セリエA            | 16       | 6        | 2        | 2        | -        | -        | 8        | 1        | 0      | 0      | 26   | 9    |
| フィオレンティーナ | 通算         | 通算               | 16       | 6        | 2        | 2        | -        | -        | 8        | 1        | 0      | 0      | 26   | 9    |
| ローマ             | 2015-16      | セリエA            | 34       | 14       | 1        | 0        | -        | -        | 7        | 1        | 0      | 0      | 42   | 15   |
| ローマ             | 2016-17      | セリエA            | 31       | 15       | 2        | 2        | -        | -        | 8        | 2        | 0      | 0      | 41   | 19   |
| ローマ             | 通算         | 通算               | 65       | 29       | 3        | 2        | -        | -        | 15       | 3        | 0      | 0      | 83   | 34   |
| リヴァプール       | 2017-18      | プレミアリーグ     | 36       | 32       | 1        | 1        | 0        | 0        | 15       | 11       | 0      | 0      | 52   | 44   |
| リヴァプール       | 2018-19      | プレミアリーグ     | 38       | 22       | 1        | 0        | 1        | 0        | 12       | 5        | 0      | 0      | 52   | 27   |
| リヴァプール       | 2019-20      | プレミアリーグ     | 34       | 19       | 2        | 0        | 0        | 0        | 8        | 4        | 4      | 0      | 48   | 23   |
| リヴァプール       | 2020-21      | プレミアリーグ     | 37       | 22       | 2        | 3        | 1        | 0        | 10       | 6        | 1      | 0      | 51   | 31   |
| リヴァプール       | 2021-22      | プレミアリーグ     | 35       | 23       | 2        | 0        | 1        | 0        | 13       | 8        | 0      | 0      | 51   | 31   |
| リヴァプール       | 2022-23      | プレミアリーグ     | 38       | 19       | 3        | 1        | 1        | 1        | 8        | 8        | 1      | 1      | 51   | 30   |
| リヴァプール       | 2023-24      | プレミアリーグ     | 32       | 18       | 1        | 1        | 2        | 1        | 9        | 5        | -      | -      | 44   | 25   |
| リヴァプール       | 2024-25      | プレミアリーグ     | 38       | 29       | 2        | 1        | 0        | 0        | 9        | 3        | -      | -      | 52   | 34   |
| リヴァプール       | 通算         | 通算               | 288      | 184      | 14       | 7        | 6        | 2        | 82       | 50       | 6      | 1      | 401  | 245  |
| キャリア通算       | キャリア通算 | キャリア通算       | 468      | 241      | 33       | 16       | 8        | 2        | 135      | 61       | 6      | 1      | 653  | 322  |

## 代表歴

### 出場大会
- エジプト代表
  - 2018 FIFAワールドカップ

### 試合数
2024年10月11日現在
- 国際Aマッチ 103試合 59得点（2011年-）[79]

| エジプト代表 | 国際Aマッチ | 国際Aマッチ |
| 年           | 出場        | 得点        |
| ------------ | ----------- | ----------- |
| 2011         | 2           | 1           |
| 2012         | 15          | 7           |
| 2013         | 10          | 9           |
| 2014         | 9           | 5           |
| 2015         | 4           | 2           |
| 2016         | 6           | 5           |
| 2017         | 11          | 5           |
| 2018         | 6           | 7           |
| 2019         | 5           | 2           |
| 2020         | 0           | 0           |
| 2021         | 7           | 2           |
| 2022         | 12          | 4           |
| 2023         | 8           | 6           |
| 2024         | 8           | 4           |
| 通算         | 103         | 59          |

### 得点
| #   | 日時           | 開催地               | 対戦相手                 | スコア | 結果       | 大会                                 |
| --- | -------------- | -------------------- | ------------------------ | ------ | ---------- | ------------------------------------ |
| 1.  | 2011年10月8日  | カイロ               | ニジェール               | 2–0    | 3–0        | アフリカネイションズカップ2012予選   |
| 2.  | 2012年2月27日  | ドーハ               | ケニア                   | 1–0    | 5–0        | 親善試合                             |
| 3.  | 2012年3月29日  | ハルツーム           | ウガンダ                 | 1–1    | 2–1        | 親善試合                             |
| 4.  | 2012年3月31日  | ハルツーム           | チャド                   | 1–0    | 4–0        | 親善試合                             |
| 5.  | 2012年5月22日  | オムドゥルマン       | トーゴ                   | 2–0    | 3–0        | 親善試合                             |
| 6.  | 2012年5月22日  | オムドゥルマン       | トーゴ                   | 3–0    | 3–0        | 親善試合                             |
| 7.  | 2012年6月10日  | コナクリ             | ギニア                   | 3–2    | 3–2        | 2014 FIFAワールドカップ予選          |
| 8.  | 2012年6月15日  | アレクサンドリア     | 中央アフリカ共和国       | 2–1    | 2–3        | アフリカネイションズカップ2013予選   |
| 9.  | 2013年2月6日   | マドリード           | チリ                     | 1–2    | 1–2        | 親善試合                             |
| 10. | 2013年3月22日  | アレクサンドリア     | エスワティニ             | 2–0    | 10–0       | 親善試合                             |
| 11. | 2013年3月22日  | アレクサンドリア     | エスワティニ             | 3–0    | 10–0       | 親善試合                             |
| 12. | 2013年6月9日   | ハラレ               | ジンバブエ               | 2–1    | 4–2        | 2014 FIFAワールドカップ予選          |
| 13. | 2013年6月9日   | ハラレ               | ジンバブエ               | 3–1    | 4–2        | 2014 FIFAワールドカップ予選          |
| 14. | 2013年6月9日   | ハラレ               | ジンバブエ               | 4–2    | 4–2        | 2014 FIFAワールドカップ予選          |
| 15. | 2013年6月16日  | マプト               | モザンビーク             | 1–0    | 1–0        | 2014 FIFAワールドカップ予選          |
| 16. | 2013年8月14日  | エル・グーナ         | ウガンダ                 | 2–0    | 3–0        | 親善試合                             |
| 17. | 2013年9月10日  | アレクサンドリア     | ギニア                   | 3–2    | 3–2        | 2014 FIFAワールドカップ予選          |
| 18. | 2014年3月5日   | インスブルック       | ボスニア・ヘルツェゴビナ | 2–0    | 2–0        | 親善試合                             |
| 19. | 2014年5月30日  | サンティアゴ         | チリ                     | 1–0    | 2–3        | 親善試合                             |
| 20. | 2014年10月10日 | ハボローネ           | ボツワナ                 | 2–0    | 2–0        | アフリカネイションズカップ2015予選   |
| 21. | 2014年10月15日 | カイロ               | ボツワナ                 | 2–0    | 2–0        | アフリカネイションズカップ2015予選   |
| 22. | 2014年11月19日 | モナスティル         | チュニジア               | 1–0    | 1–2        | アフリカネイションズカップ2015予選   |
| 23. | 2015年6月14日  | アレクサンドリア     | タンザニア               | 3–0    | 3–0        | アフリカネイションズカップ2017予選   |
| 24. | 2015年9月6日   | ンジャメナ           | チャド                   | 3–1    | 5–1        | アフリカネイションズカップ2017予選   |
| 25. | 2016年3月25日  | カドゥナ             | ナイジェリア             | 1–1    | 1–1        | アフリカネイションズカップ2017予選   |
| 26. | 2016年6月4日   | ダルエスサラーム     | タンザニア               | 1–0    | 2–0        | アフリカネイションズカップ2017予選   |
| 27. | 2016年6月4日   | ダルエスサラーム     | タンザニア               | 2–0    | 2–0        | アフリカネイションズカップ2017予選   |
| 28. | 2016年10月9日  | ブラザヴィル         | コンゴ共和国             | 1–1    | 2–1        | 2018 FIFAワールドカップ予選          |
| 29. | 2016年11月12日 | アレクサンドリア     | ガーナ                   | 1–0    | 2–0        | 2018 FIFAワールドカップ予選          |
| 30. | 2017年1月25日  | ポールジャンティ     | ガーナ                   | 1–0    | 1–0        | アフリカネイションズカップ2017       |
| 31. | 2017年2月1日   | リーブルヴィル       | ブルキナファソ           | 1–0    | 1–1 PK:4-3 | アフリカネイションズカップ2017準決勝 |
| 32. | 2017年9月5日   | アレクサンドリア     | ウガンダ                 | 1–0    | 1–0        | 2018 FIFAワールドカップ予選          |
| 33. | 2017年10月8日  | アレクサンドリア     | コンゴ共和国             | 1–0    | 2–1        | 2018 FIFAワールドカップ予選          |
| 34. | 2017年10月8日  | アレクサンドリア     | コンゴ共和国             | 2–1    | 2–1        | 2018 FIFAワールドカップ予選          |
| 35. | 2018年3月23日  | チューリッヒ         | ポルトガル               | 1–0    | 1–2        | 親善試合                             |
| 36. | 2018年6月19日  | サンクトペテルブルク | ロシア                   | 1–3    | 1–3        | 2018 FIFAワールドカップ              |
| 37. | 2018年6月25日  | ヴォルゴグラード     | サウジアラビア           | 1–0    | 1–2        | 2018 FIFAワールドカップ              |
| 38. | 2018年9月8日   | アレクサンドリア     | ニジェール               | 3–0    | 6–0        | アフリカネイションズカップ2019予選   |
| 39. | 2018年9月8日   | アレクサンドリア     | ニジェール               | 5–0    | 6–0        | アフリカネイションズカップ2019予選   |
| 40. | 2018年10月12日 | カイロ               | エスワティニ             | 4–0    | 4–1        | アフリカネイションズカップ2019予選   |
| 41. | 2018年11月16日 | アレクサンドリア     | チュニジア               | 3–2    | 3–2        | アフリカネイションズカップ2019予選   |
| 42. | 2019年6月26日  | カイロ               | コンゴ民主共和国         | 2–0    | 2–0        | アフリカネイションズカップ2019       |
| 43. | 2019年6月30日  | カイロ               | ウガンダ                 | 1–0    | 2–0        | アフリカネイションズカップ2019       |

## タイトル

### クラブ
バーゼル
- スーパーリーグ: 2012-13

チェルシー
- プレミアリーグ: 2014–15
- フットボールリーグカップ: 2014–15

リヴァプール
- UEFAチャンピオンズリーグ: 2018–19
- UEFAスーパーカップ: 2019
- FIFAクラブワールドカップ：2019
- プレミアリーグ: 2019-20, 2024-25
- FAカップ: 2021-22
- EFLカップ: 2021-22, 2023-24
- FAコミュニティ・シールド: 2022

### 個人
- UAFAゴールデンボーイ: 2012
- CAF最優秀若手選手: 2012
- スイス・スーパーリーグ最優秀選手: 2013
- El Heddafアラブ年間最優秀選手: 2013
- ローマシーズン最優秀選手: 2015-16
- グローブ・サッカーアワーズ アラブ年間最優秀選手: 2016
- CAFチーム・オブ・ザ・イヤー: 2016, 2017
- アフリカネイションズカップ・ベスト18: 2017
- BBCアフリカ年間最優秀サッカー選手賞: 2017
- アフリカ年間最優秀選手賞: 2017, 2018
- アラブ年間最優秀選手: 2017
- プレミアリーグ月間最優秀選手: 2017年11月、2018年2月、2018年3月、2021年10月
- PFAプレミアリーグ年間最優秀チーム賞: 2018, 2021, 2022
- PFA年間最優秀選手賞: 2018, 2022
- FWA年間最優秀選手賞: 2018
- PFAファン選出年間最優秀選手賞: 2017-18
- プレミアリーグ年間最優秀選手賞: 2018, 2025
- プレミアリーグ得点王: 2017-18, 2018-19, 2021-22, 2024-25
- プレーメーカー・アワード（英語版）: 2021-22
- FIFAプスカシュ賞: 2018（2017年12月10日、エヴァートンFC戦）[80]
- FIFAクラブワールドカップ最優秀選手賞: 2019